# Jazz Band contre Symphony Land
Pour plus de détails, voir Fiche technique et Distribution.
Jazz Band contre Symphony Land (Music Land) est un court métrage d'animation américain de la série des Silly Symphonies réalisé par Walt Disney, pour United Artists, sorti le 5 octobre 1935.

## Synopsis
Le Pays de la Symphonie est un royaume de la musique classique, où la princesse (un violon anthropomorphe) s’ennuie au milieu des ballets de danse et décide de s’éclipser.
De l’autre côté de la Mer de la Discorde, l’Île du Jazz est animée par une musique vivante et de la danse, mais le prince (un saxophone) y trouve peu d’intérêt. S’étant éloigné, il aperçoit, grâce à une clarinette-télescope, la princesse de l’autre côté de la mer. Il traverse rapidement la mer sur une barque-xylophone afin de la rencontrer.
Leur flirt est cependant interrompu quand la reine du Pays de la Symphonie envoie ses gardes jeter le prince dans une tour de prison-métronome. Afin de s’échapper, il écrit une partition de secours qu’il fait parvenir, grâce à un oiseau, à son père qui lance aussitôt des sons de bataille.
L’île du Jazz déploie alors tout une batterie de pièces d’artillerie, exclusivement composée d’instruments de musique, et commence à bombarder le Pays de la Symphonie avec des notes de musique de Jazz-Swing explosives. Le pays de la Symphonie riposte alors par un tir serré de canons d’orgues, qui lance des refrains de Richard Wagner.
La princesse, en essayant d’intervenir pour mettre fin à la guerre, tombe à la mer. Le prince essaie de la secourir d’abord en barque, puis à la nage à la suite d'une explosion.
Voyant leurs enfants en danger les deux parents cessent le feu chacun de leur côté et se lancent à leur secours. L’histoire finit sur une note joyeuse, par un double mariage et la réconciliation des musiques.

## Fiche technique
- Titre : Jazz Band contre Symphony Land
- Titre original : Music Land
- Autre titre : Au pays de la musique
- Série : Silly Symphonies
- Réalisateur : Wilfred Jackson assisté[1] de Graham Heid
- Scénario : Pinto Colvig
- Animateurs[1]:
  - Équipe principale : Grim Natwick, Archie Robin, Clyde Geronimi, Dick Lundy, Frenchy de Trémaudan, Les Clark, Leonard Sebring, Woolie Reitherman, Dick Huemer, Louie Schmitt
  - Équipe de Cy Young (Effets d'animation) : George Rowley, Ken O'Connor, Al Eugster, Dan MacManus, Frank Kelling, John Morehouse, Robert Jones, Ugo D'Orsi, Edwin Aardal, John Bond, George Drake, Frank Thomas, Jim Tyer
  - Conception des personnages : Albert Hurter
- Producteur : Walt Disney
- Distributeur : United Artists
- Date de sortie : 5 octobre 1935[2],[3]
- Autres Dates[1]:
  - Annoncée : 5 octobre 1935
  - Dépôt de copyright : 17 octobre 1935
  - Première à New York : 10 au 16 octobre 1935 au Radio City Music Hall en première partie de The Gay Deception de William Wyler
- Format d'image : couleur (Technicolor[2])
- Son : Mono
- Musique[1]: Leigh Harline
  - Musiques originales : The Saxes Have It, Jazz Fireworks
  - Extrait de Symphonie héroïque (1804) de Ludwig van Beethoven
  - Extrait du Minuet en G Major (no 2), extrait des 6 menuets pour orchestre woO 10 (1822) de Ludwig van Beethoven (werke ohne Opuszahl, travaux sans numéro d'opus)
  - Extrait de Gavotte (1789) de François Gossec
  - Extrait de Peek-a-Boo de Friend and Foe (1881) de William Scanlan
  - Extrait de The Prisoner's Song (1924) de Guy Massey
  - Extrait de Assembly une sonnerie militaire
  - Extrait de Chevauchée des Walkyries de Die Walküre (1854) de Richard Wagner
  - Extrait de La Marche Nuptiale de Lohengrin (1850) de Richard Wagner
- Durée : 9 min 27 s
- Langue : (en)
- Pays :  États-Unis

## Commentaires
Ce film est particulier car il marque la découverte d'une nouvelle technique d'animation, la couleur noire transparente conçu pour réaliser les ombres appelée "peinture ombre" (shadow paint).La "peinture ombre" n'est pas une véritable peinture c'est en réalité une technique visuelle. Elle fut découverte durant les séances de photographie de cellulos pour le court métrage Jazz Band contre Symphony Land (1935). 
C'est lors de la scène du prince saxophone enfermé dans une prison-métronome que l'effet fut découvert. Le principe est de photographier les ombres à part en exposition partielle puis avec la même bande on re-photographie le reste de la scène mais sans les ombres. Les teintes des ombrages sont alors beaucoup plus naturelles. Dans Jazz Band contre Symphony Land, avant d'entrer dans la prison-métronome, le prince était entouré de personnages, de simples ombres noires peintes sur des cellulos. Lors du tournage dans la prison, un lieu sombre, la couleur du prince est devenue plus sombre en raison des personnages-ombres doublement exposées. Des tests furent donc réalisés et le principe fut généralisé. Certains films, comme Moth and the Flame (1938), contiennent ainsi des scènes avec de multiples expositions.